# Služetín (Teplá)
Služetín (németül Lusading) Teplá településrésze Csehországban a Karlovy Vary-i kerület Chebi járásában. Központi községétől 4,5 km-re nyugatra fekszik. A 2001-es népszámlálási adatok szerint 13 lakóháza és 45 lakosa van.